# Ceo-Citno
L'unità periferica di Ceo-Citno (in greco Περιφερειακή ενότητα Κέας-Κύθνου? Kea-Kythnos) è una delle tredici unità periferiche in cui è divisa la periferia dell'Egeo Meridionale.
Il territorio comprende le isole di Ceo, Citno, Makronisos oltre a numerose isole dell'Egeo.

## Geografia antropica

### Suddivisioni amministrative
L'unità periferica è stata istituita il 1º gennaio 2011 a seguito dell'entrata in vigore della riforma amministrativa detta programma Callicrate. Precedentemente era parte della prefettura delle Cicladi ed è suddivisa nei seguenti comuni (i numeri si riferiscono alla posizione del comune nella mappa qui a fianco):
- Ceo (8)
- Citno (10)